# 송황후 (후한)
효령황후 송씨(孝靈皇后 宋氏) 또는 송황후(宋皇后, 157년 ~ 178년)는 후한 영제의 첫 번째 황후(皇后)이다.

## 생애
황후 송씨는 장제의 비(妃) 송귀인(宋貴人)의 종손 송풍(宋酆)의 딸이었다. 송씨는 영제가 태자로 있을 때에 그와 혼인하였으나 전혀 총애를 받지 못했다. 172년 발해왕 유회가 자신의 봉국을 찾기 위해 왕보에게 뇌물을 주려 했는데 환제가 봉국을 돌려주자 유회는 왕보에게 사례금을 주지 않았다. 왕보 등은 유회를 중심으로 역모가 있었다고 거짓으로 고했고 유회는 결국 자살했다. 유회의 처첩과 자녀들도 모두 옥사했는데 유회의 비 중에는 황후 송씨의 고모도 있었다. 송씨가 자신을 원망할까 두려워한 왕보 무리는 그녀가 주술로 영제를 저주했다고 무고(誣告)하기에 이르렀고 178년, 송씨는 결국 폐위되었다. 송씨는 자진해서 감옥에 들어간 뒤 그 안에서 죽었고 송씨의 아버지를 비롯한 일족도 죽임을 당했다.

## 참고 문헌
- 사마광, 《자치통감 삼국지》, 신동준 역, 살림출판사, 2004